# Podchełm (Stryszów)
Podchełm – część wsi Stryszów w Polsce położona w województwie małopolskim, w powiecie wadowickim, siedziba gminy Stryszów.
W latach 1975–1998 Podchełm położony był w województwie bielskim.